# پاین ریج (کارولینای جنوبی)
پاین ریج(به انگلیسی: Pine Ridge) شهری در ایالت کارولینای جنوبی کشور ایالات متحده آمریکا است که جمعیت آن در سرشماری سال ۲۰۱۰ میلادی، ۲٬۰۶۴ نفر بوده‌است.